# Ястев
Ястев (пол. Jastew) — село в Польщі, у гміні Дембно Бжеського повіту Малопольського воєводства.
Населення — 496 осіб (2011).
У 1975-1998 роках село належало до Тарновського воєводства.

## Демографія
Демографічна структура станом на 31 березня 2011 року:
|          | Загалом | Допрацездатний вік | Працездатний вік | Постпрацездатний вік |
| -------- | ------- | ------------------ | ---------------- | -------------------- |
| Чоловіки | 235     | 34                 | 171              | 30                   |
| Жінки    | 261     | 49                 | 156              | 56                   |
| Разом    | 496     | 83                 | 327              | 86                   |